# Janez Cigler
Janez Cigler (ur. 7 maja 1792 w Vodmat k. Lublany, zm. 11 kwietnia 1869 w Višnja Gora) – słoweński pisarz, poeta i duchowny.

## Życiorys
Urodził się 7 maja 1792 r. w miejscowości Udmat (obecnie Vodmat), niedaleko Lublany. Edukację rozpoczął w roku 1804 w Lublanie i po dziesięciu latach ukończył także teologię. Ponieważ w roku 1814 był jeszcze zbyt młody, aby uzyskać święcenia kapłańskie, osiadł w pewnej wiejskiej posiadłości, gdzie pracował jako domowy nauczyciel. Kiedy w roku 1815 został wyświęcony na kapłana musiał, z powodu braku duchownych, natychmiast rozpocząć służbę kapłańską. Służył w miejscowościach Kolovrat, Dob, Škocjan k. Dobravy, Šempetr, Lublana i Dolenjske Toplice. W roku 1823 został kapelanem więziennym na zamku w Lublanie i służbę tę pełnił do roku 1832. Zamek był w tym czasie przede wszystkim więzieniem dla więźniów politycznych, wśród nich także dla włoskich karbonariuszy. Dzięki temu Cigler nauczył się włoskiego, a także przejął niektóre poglądy i myśli, które w tym czasie nie były najbardziej szanowane. Władze przestały być mu przychylne z tego powodu i w tej niechęci należałoby dostrzec powód, dla którego Cigler, mimo swoich zawodowych umiejętności, aż do śmierci nie potrafił wydostać się z Višnjej Gory, gdzie dostał pracę w roku 1832. Zmarł wiosną 1867 roku, pochowany został w Višnjej Gorze, a na nagrobku widnieje epitafium, które sam wcześniej napisał:
Tukaj trupla prah počiva,

Duša tam plačilo vživa,

Kličem milo 'z temne jame:

Moli, o prijatelj, za-me!
Tutaj ciała proch spoczywa,

Dusza tam cieszy się z zapłaty,

Wzywam miło z ciemnej jaskini:

Módl się, o przyjacielu, za-mnie!
Przez całe życie, Cigler dużo podróżował. Był między innymi we Francji, Włoszech, Niemczech i na Bałkanach. Poza tym uprawiał rolę przy kościele parafialnym i uczył nowych języków. Posługiwał się niemieckim, łaciną, francuskim, włoskim, rosyjskim, serbsko-chorwackim oraz angielskim, którym zaczął się zajmować dopiero pod koniec życia.
Cigler kształcił się częściowo w czasie francuskiej okupacji ziem dzisiejszej Słowenii, dlatego już w szkole średniej, poza niemieckim, łaciną i greką, uczył się także francuskiego. Później uczył się i w większości również nauczył także rosyjskiego, serbo-chorwackiego, czeskiego oraz angielskiego. Rodzimym słoweńskim zachwycił się w ilirskih szkołach pod wpływem swojego ówczesnego nauczyciela Valentina Vodnika. Cigler znał aż do śmierci wiersze Vodnika na pamięć. Tworzenia poezji próbował również samodzielnie i w jego wierszach można zauważyć dużą inspirację Vodnikiem. Wśród inspiracji Ciglera warto wymienić również burmistrzów Matevža Ravnikara oraz Janeza Bedenčiča. W czasie trwania przyjaźni z Bedenčičem, zwiększyło się również zamiłowanie Ciglera do słoweńskiego języka.

## Twórczość
W roku 1824, razem z emerytowanym duchownym Andriolijem i Ignacym Holzapflem, zamierzał wydawać literackie i fachowe pismo Slavinja. Zamiar niemal udało mu się urzeczywistnić, jednak ostatecznie, z powodu niektórych lublańskich spisków, wiedeńska administracja odrzuciła jego podanie o wydawanie tego pisma.
W tym czasie zaczął również systematycznie działać na polu literatury. Na początku swojej działalności (w latach '20 i '30 XIX wieku) chwytał się pism kanonicznych oraz pism, które były potrzebne na użytek kościelny. Głównie były to teksty modyfikowane, tylko w części oryginalne. Do tego rodzaju tekstów zaliczamy: Molitve za bolnike (1828), książkę Štiri poslednje reči ali premišljevanje Smrti, Sodbe, Pekla in Nebes (1831), modlitewniki Mašne bukvice (1832) oraz Duhovni studenec (1835), instrukcje chrześcijańskiego i trzeźwego życia Dobrer nauk ali Kratko podučenje se časne in večne nesreče obvarati (1832) i Kratki nauki za vsakega človeka (1835), powieść religijna Življenje svete Heme (1839), Sveti križev pot s podobami. Pisał także o słoweńskich nowościach literackich, M. Hofmanie, Baradze (przekładem jego listów stworzył nowy przemysł słoweńskiej literatury misjonarsko-agitatorskiej), nauce, ekonomii, historii powszechnej i lokalnej, lokalnej i ogólnej polityce oraz językowych osobliwościach.
W młodszych latach tworzył także poezję. Najpierw w Kranjskiej čbelicy (1831, 1832) wydał kilka bajek oraz dwa wiersze epickie (Plahta na dvoje, Dozdevna smrt), do których tematy czerpał z tradycji ludowej. Oba wiersze mają nastrój ballady.
Mimo bogatej gatunkowo twórczości, Cigler najbardziej znany jest jako autor pierwszej słoweńskiej noweli pt. Sreča v nesreči ali Popisovanje čudne zgodbe dveh dvojčkov, która została po raz pierwszy wydana w 1836 roku. Nowela doczekała się jeszcze dwóch wznowień (1838 i 1840).
Cigler w dwóch następnych dziesięcioleciach zajmował się fachową publicystyką i wydał (początkowo w czasopiśmie Kmetijske in rokodelske novice Janeza Bleiweisa) wiele różnorodnych pism edukacyjnych z różnych dziedzin wiedzy np. historii, rolnictwa, nauki itd. W ostatnich dziesięciu latach życia wrócił do pisania nowel. Skłoniła go do tego z pewnością pozytywna opinia czytelników o Sreči v nesreči (Levstik). Wydał wtedy nowelę Deteljica ali življenje treh kranjskih bratov francoskih soldatov (1863) oraz adaptację opowiadania niemieckiego pisarza pt. Kortonica, koroška deklica (1866).

## Dzieła

### Pisma kanoniczne i pisma na potrzeby kościoła
- Molitve za bolnike (1828)
- Štiri poslednje reči ali premišljevanje Smrti, Sodbe, Pekla in Nebes (1831)
- Mašne bukvice (1832)
- Dober nauk ali Kratko podučenje se časne in večne nesreče obvarvati (1832)
- Duhovni studenec (1835)
- Kratki nauki za vsakega človeka (1835)
- Sveti križev pot s podobami

### Nowele
- Sreča v nesreči (1836)
- Življenje svete Heme (1839)
- Deteljica ali življenje treh kranjskih bratov francoskih soldatov (1863)
- Kortonica, koroška deklica (1866)